# V Ophiuchi
V Ophiuchi är en pulserande variabel av Mira Ceti-typ (M) i stjärnbilden Ormbäraren. 
Stäjärnan varierar mellan visuell magnitud +7,3 och 11,6 med en period av 297,21 dygn.